# Okrotice červená
Okrotice červená (Cephalanthera rubra) je vytrvalá teplomilná bylina z čeledi vstavačovitých, jeden ze tří druhů rodu okrotice na českém území a ohrožený druh české květeny.

## Stanoviště a rozšíření
Je to teplomilná rostlina, rozšířená hlavně ve světlých listnatých lesích, zejména květnatých bučinách, dubohabřinách či doubravách, dále v křovinách a v lesostepních porostech, a to od nížin do hor. Je diagnostickým druhem bučin podsvazu Cephalanthero-Fagenion (vápnomilné bučiny). Vyhledává vápenité nebo jiné bazické podloží.
Jako jiné orchideje je silně závislá na mykorhize. Z hlediska životní formy je to geofyt, pod zemí tvoří válcovitý oddenek.
Těžištěm výskytu je Evropa, areál sahá v severojižním směru od severu Afriky po jižní Skandinávii, od západní Evropy (Anglie, Francie) po severozápad Íránu a Kavkaz. V ČR se vyskytuje roztroušeně až vzácně: v Čechách například v Českém krasu, na Křivoklátsku, v Českém středohoří, České křídové tabuli a na vápencích mezi Sušicí a Strakonicemi, na Moravě v Moravském Krasu, ve Ždánickém lese, Litenčických vrších, v Bílých Karpatech a ve Chřibech.

## Popis
Dorůstá výšky 30–50 cm. Lodyha je přímá, často zprohýbaná, se střídavými odstálými listy, které jsou tmavě zelené, široce kopinaté, na konci zašpičatělé, lysé.
Květenstvím je řídký klas, na němž vyrůstá 2 až 10 růžově červených (vzácně i čistě bílých) květů s bílým, červeně lemovaným pyskem bez vyvinuté ostruhy; jejich velikost je 1,5–3 cm. Při květu se zřídkakdy zcela otevírají, častěji zůstávají jen pootevřené. Pylové brylky jsou nafialovělé až namodralé.
Plodem je zelená tobolka obsahující velké množství malých a lehkých semen, která se šíří větrem. Květy i plody jsou hustě žláznatě chlupaté. Dobou květu je konec května až začátek července.

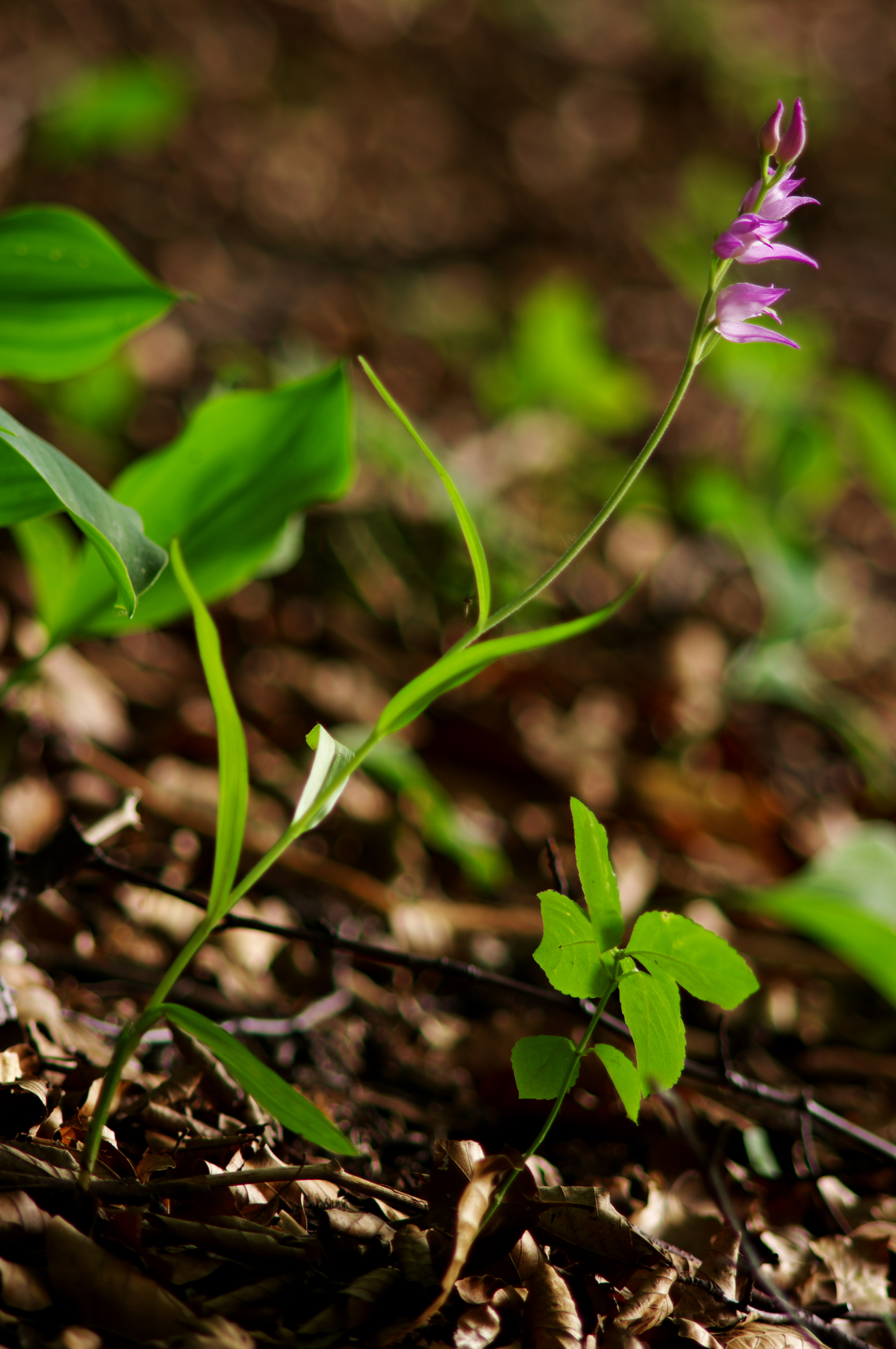
Celkový habitus rostliny v lesním porostu

## Možnost záměny
Ve sterilním stavu je možné ji zaměnit za příbuznou okrotici dlouholistou.

## Monitorování přírody
Ochrana Okrotice červená zahrnuje zachování specifických lesních biotopů pro tento druh. Při monitoringu se zaznamenává počet výhonů (vegetativních i generativních), listová plocha a počet plodů na daném stanovišti. Doporučuje se sbírat metrologické údaje (součet srážek a teploty vzduchu), dále údaje týkající se zastínění, vegetace v lokalitě, výskytu zvonků (Campanula sp.) v okolí a množství mrtvého dřeva,

## Ohrožení
V české květeně je okrotice červená zařazena mezi silně ohrožené druhy do kategorie C2. Patří do mezinárodního seznamu druhů chráněných úmluvou CITES.  